# Arogrynnan
Arogrynnan är en ö i Finland. Den ligger i sjön Storträsket och i kommunen Kronoby i den ekonomiska regionen  Jakobstadsregionen  och landskapet Österbotten, i den centrala delen av landet, 400 km norr om huvudstaden Helsingfors. Öns största längd är 30 meter i öst-västlig riktning.